# Nicola Muller
Nicola Muller es una deportista británica que compitió en vela en la clase Laser Radial. Ganó una medalla de plata en el Campeonato Mundial de Laser Radial de 2000.

## Palmarés internacional
| \| Campeonato Mundial \| Campeonato Mundial \| Campeonato Mundial \| Campeonato Mundial \| \| Año \| Lugar \| Medalla \| Clase \| \| ------------------ \| ------------------ \| ------------------ \| ------------------ \| \| 2000 \| Çeşme (Turquía) \| Medalla de plata \| Laser Radial \| |                 |                  |              |
| Campeonato Mundial |                 |                  |              |
| Año | Lugar           | Medalla          | Clase        |
| 2000 | Çeşme (Turquía) | Medalla de plata | Laser Radial |